# Mathurin Picarda
Mathurin Picarda, né le 12 mai 1845 à Meslan (Morbihan) et décédé le 22 janvier 1889 à Dakar, également connu sous le nom de Mgr Picarda, est un évêque catholique français, membre de la congrégation du Saint-Esprit, vicaire apostolique de Sénégambie (actuel Sénégal), et préfet apostolique du Sénégal de 1887 à 1889.

## Biographie
Ses parents, Mathurin Picarda et Jeanne Le Stanguennec, étaient cultivateurs à Meslan. Son père fut maire de la commune de Meslan pendant trente ans et quatre de ses cinq fils embrassèrent la carrière ecclésiastique, une de ses sœurs étant religieuse. Il est décrit comme grand, maigre, la barbe rousse et tête de Christ dans un article du journal Figaro. Le 6 juillet 1885, il bénit, en l'absence de son prédécesseur Mgr Riehl, la ligne de chemin de fer de Dakar à Saint-Louis. Il est consacré évêque  en septembre 1887.
Il contracta la typhoïde et mourut à l'hôpital de Dakar le 22 janvier 1889, à près de 45 ans.